# Luchthaven Lajes
Luchthaven Lajes (Portugees: Aeroporto das Lajes) (IATA: TER, ICAO: LPLA) is een vliegveld bij de plaats Lajes op het eiland Terceira, dat deel uitmaakt van de Portugese Azoren. Het vliegveld ligt aan de noordoostelijke zijde van het eiland op zo'n 20 kilometer van de hoofdplaats Angra do Heroísmo.
De luchthaven heeft luchtverbindingen met Lissabon, de andere eilanden van de Azoren en met andere bestemmingen in Europa en Noord-Amerika. Ze wordt onder meer bediend door TAP Air Portugal, SATA Air Açores, Azores Airlines en Ryanair.
Bij de luchthaven ligt de vliegbasis Lajes, die voor militaire doeleinden wordt gebruikt. 